# 雪見ほのか
雪見 ほのか（ゆきみ ほのか、1984年12月24日 - ）は、日本の元AV女優、ストリッパー。
東京都出身。川崎ロック座所属。

## 略歴
初体験から1年ほど経った16歳の時に初めて潮吹きを経験した。
2004年、AVデビュー。
2005年、ストリップデビュー。
2012年、アダルトビデオ30周年記念企画、AV30においてエムズビデオグループから発売された「祝AV30周年3穴ごっくん!中出し27発・アナル28発・ごっくん29発」に収録されている。同年9月発売の週刊現代の袋とじに潮吹きモデルの1人として登場している。

## 出演作品

### アダルトビデオ
発売日不明
- 新・禁断家族（ネクストイレブン）
- 千葉援○ 10 みか（スクールマニアック）
- 冒険ゴリラHOT☆GIRLS 6（九鬼）
- THE FETISH OF 女子高生黒タイツIII（エッチアールシー）
- 恥祭り 2（ネクストイレブン）

2004年
- 早熟学園（10月20日、イマージュ）オムニバス作品
- 素人女子高生CLASS A Phase15（12月15日、大吉（ビッグモーカル））オムニバス作品

2005年
- 清楚な素人お姉さん役代行ナンパ?でやられた素人男達（1月20日、甲斐正明事務所（ブリット）他出演:立花里子　他
- HIGH SCHOOL FUCK（2月8日、アイデアポケット）他出演:ふらの愛、白鳥あきら、小川じゅり
- 発情? ナースクリニック（2月18日、シャイ企画）オムニバス作品
- ベイビーフェイスをやっつけろ!! DVD edition 4（3月31日、KUKI）オムニバス作品
- MHS 2（4月15日、みるきぃぷりん♪）他出演:秋月杏奈（紅音ほたる）　他
- 極尻（4月15日、アレックス）オムニバス作品
- 脱衣卓球部 ノーパン天才娘（4月20日、ネクストイレブン）共演:神田鍄、富岡れいか、桜井美月
- 野外コスプレ最高世紀 2（4月20日、ホットエンターテイメント）他出演:紅音ほたる、瀬名涼子 他
- おくさまは女子高生〜愛人は同級生〜1（5月4日、ディープス）共演:後藤ゆみ
- スポエロ王者決定戦（5月20日、ネクストイレブン）共演:矢藤あき、森下さやか、みずなあんり、望月愛里、富岡れいか、宮良ちせ、廣瀬ミナ、渡瀬みほ、長谷川まりあ
- うわさの未亡人学生寮（6月15日、アレックス）共演:森下さやか、みずなあんり、廣瀬ミナ
- こんでんすみるきぃ 38（6月19日、みるきぃぷりん♪）
- 第2回ドキッ!女だらけのTバック水泳大会（7月7日、V&Rプロダクツ）共演:金城美麗（REINA）、日高ゆりあ、栗山あおい、立花彩香、天海遥、RIRICO、富岡れいか、大粒ルイ、白石ゆかり。眞雪ゆん　他多数
- 第2回ドキッ!女だらけのTバック水泳大会の裏側全部見せます（7月7日、V&Rプロダクツ）他多数共演
- 第2回ドキッ!女だらけのＴバック水泳大会 水中カメラ「イルカ君」編（7月7日、V&Rプロダクツ）他多数共演
- リアル痴漢（7月7日、ナチュラルハイ）オムニバス作品
- 女子高生集団痴女バス（7月20日、イマージュ）共演:矢藤あき、宮良ちせ、廣瀬ミナ、望月愛理、長谷川まりあ、森下さやか
- 未成年3人監禁剃毛パイパン中出し（7月20日、LOTUS）共演:企画女優2人
- 制服イマラチオ（7月22日、ロッソ）
- 女子校生ヒモパン痴漢バス 3（7月22日、笠倉出版社）他出演:早川凛、白川りお
- ブルまにあ（7月25日、大吉）オムニバス作品
- Fairy Doll Deep Fantasy 4（8月5日、スマイリー）
- 無股毛HONOKA（8月25日、月下美人）
- 清純桜学園 萌えっ娘3人組（8月26日、イーパワー）他出演:RIRICO、高崎もえ
- 清純桜学園 陵辱〜風子めざめ（8月26日、イーパワー）共演:木村彩
- Dolls〜慈愛〜（9月10日、ドリームチケット）
- 近親強姦 2 妹が可愛いすぎるのでやっちゃいました（10月13日、隼エージェンシー）他出演:MiCO、椎名実果、木村藍、若葉薫子、森下彩
- レイプ現場 2 マ○コをメチャクチャにされた6人の女子校生（10月13日、隼エージェンシー）他5名出演
- 黒Stocking 2（10月21日（セル） / 10月28日（レンタル）、笠倉出版社）他出演:早川凛、星野つぐみ 他
- パイパン大運動会EX パイパン娘。VS毛ありまんこ娘。（11月7日、カルマ）共演:紅音ほたる、星月まゆら、楓アイル、長谷川ちひろ、田中梨子、笠木あやか、サリナ、芽菜、愛乃らら
- Fairy Doll ディープセレクト（11月11日、スマイリー）他出演:星野つぐみ、小倉みなみ、早川凛
- 女子校生強制中出し VII（11月11日、隼エージェンシー）他出演:葉山リカ、桃果えり、君嶋もえ、椎名実果、荒川美姫、奈月やよい
- オナニスト ［第十二章］（12月5日、隼エージェンシー）他多数出演
- みるスポ! 076（12月19日、みるきぃぷりん）

2006年
- 癒らし。VOL.12（1月5日、アウダースジャパン）
- 行列の出来るロリータ肉便器（1月13日、マルクス兄弟）
- フェラコレ2006冬（1月13日、隼エージェンシー）他多数出演
- 服従イラマチオ（1月19日、タカラ映像）
- お兄ちゃんだーいすき（2月4日、イフリート）共演:RIRICO、滝口琴音
- こだわりの手コキ 40人のハンドメイド（2月10日、隼エージェンシー）他39名出演
- パイパンレズビアン 2（2月13日、カルマ）共演:芽菜、田中梨子、楓アイル、愛乃らら
- 女子校生レイプ 3 犯されまくる9人の女子校生（3月10日、隼エージェンシー）他8名出演
- 痴女スペルマニア2 萌え（3月19日、エムズビデオグループ）
- 孫娘（3月20日、ネクストイレブン）オムニバス作品
- レイプ囮捜査官 亜里沙 嘆きの天使（4月7日、アタッカーズ）共演:つかもと友希、RIRICO、ちな、RAMU
- ロリはめ 4（4月28日、I.B.WORKS）他出演:相沢唯衣、水内遥、日高ゆりあ
- 女子校生 蛇縛輪姦 十一（5月7日、アタッカーズ）
- 女子校生監禁凌辱 鬼畜輪姦 61 萩原めぐ（5月7日、アタッカーズ）共演:萩原めぐ
- ヌキどころ一気に見せます! パイパン大運動会総集編＋未公開オフショット（5月13日、カルマ）共演:紅音ほたる、星月まゆら、宮地奈々、日高ゆりあ、長谷川ちひろ、楓アイル、田中梨子、愛乃ララ、笠木あやか
- パイパンメイドはおしおきがお好き（5月26日、シネマジック）
- ハーレム学園プレミアム VOL.1（6月7日、プレミアム）共演:立花里子、江口美貴、早乙女みなき
- スティンガー AV女優編（6月23日、シャイ企画）他出演:白瀬あいみ、中島あいり、栗原ちな、黒崎あみ、黒川まりあ、RIRICO、廣瀬ミナ
- W女子校生 蛇縛の緊縛遊戯 2（8月7日、アタッカーズ）共演:木村彩
- 集団手コキ中毒（8月13日、MOODYZ）共演:城崎めぐ、大塚ひな、瀬名涼子、中島あいり
- 女子校生淫辱ゴム無し生中出し（9月1日、ロッソ）他出演:舞乃るあ

2007年
- 恥ずかしい鼻（2月9日、明和プランニング）他出演:榎本かおり、乙女梨緒、みずなあんり、りん
- 近親レイプ4時間（2月10日、隼エージェンシー）他多数出演
- こんでんすミルコレ（3月19日、みるきぃぷりん♪）他出演:野口佳穂、三好理恵
- GOKAN CLUB（4月7日、アタッカーズ）他出演:長谷川ちひろ、萩原めぐ、宮地奈々、木下千夏
- 「ロリはめコレクション40人・8時間」（6月8日・I.B.WORKS）他39名出演
- 首輪の美少女（7月4日、シネマジック）
- パイパンメイドはおしおきがお好き（7月4日、シネマジック）
- 少女飼育（9月7日、スマイリー）他出演:星野つぐみ

2008年
- AD太の撮影日誌 これがマジでリアルなAV現場だ!（12月16日、マキシング）他多数共演

### イメージビデオ
- ヌードシリーズのつるるんベイベー（2010年8月20日、心交社）